# Jacques Adnet
Jacques Adnet, all'anagrafe Adnet Jack Edouard Jules (Châtillon-Coligny, 20 aprile 1900 – Parigi, 29 ottobre 1984), è stato un pittore, architetto e designer francese.
Dal 1959 è stato direttore dell'École nationale supérieure des arts décoratifs di Parigi, incarico mantenuto fino al 1970.
Anche sua figlia Françoise intraprese la carriera di pittrice.